# Schmitth Miklós
Schmitth Miklós (Schmitt, Schmidt; Nagymarton, 1707. december 6. - Nagyszombat, 1767. augusztus 23.) jezsuita tanár, történetíró.

## Élete
1728-ban Trencsénben belépett a jezsuita rendbe. 1740 után tanár lett Bécsben, majd Nagyszombatban. 1742-ben Nagyszombatban pappá szentelték. 1747-1749 között a filozófia professzora volt. 1761-1762-ben az egyetem kancellárja, 1762-ben Győrött házfőnök, majd 2 évig rektor. 1765-től Nagyszombatban lett rektor.

## Művei
- 1739/1752 Palatium regni Hungariae... palatinorum locumtenentium, pro-palatinorum sub regibus Hungariae austriacis. Kassa; Nagyszombat.
- 1747-1752 Imperatores Ottomanici a capta Constantinapoli, cum epitome principum turcarum. Muszka Miklóssal. 1-9. köt. Nagyszombat.
- 1748 Metallurgicon, sive de cultura fodinarum auri et argenti. Nagyszombat.
- 1752 Archiepiscopi strigonienses. Nagyszombat.
- 1755 Institutiones theologicae... tractatus de virtutibus theologicis. Nagyszombat.
- 1755 Decades IV. virorum illustrium Paraquariae SJ. 1-2. rész. Nagyszombat.
- 1756 Institutiones theologicae... tractatus de divina gratia. Nagyszombat.
- 1757 Institutiones theologicae... tractatus de verbi divini mysterio. Nagyszombat.
- 1760 Institutiones... tractatus de jure et justitia. Nagyszombat.
- 1763 Episcopi Agrienses pars I. 1-3. köt. Győr.
- 1768 Ladislai Turozii SJ Hungaria cum suis Regibus. Folyt. ~ és Katona István. Nagyszombat.
- 1769 Schola Castitatis. Nagyszombat.